# 大坪喜久太郎
大坪 喜久太郎（おおつぼ きくたろう、1898年（明治31年）3月1日 - 1967年（昭和42年）11月23日）は、日本の工学者、官僚。工学博士。室蘭工業大学元学長。北海道大学・室蘭工業大学名誉教授。専門は、水理工学・河川工学。富山県黒部市出身。河川水理学の権威で北海道開発における技術的指導者であった。

## 略歴
1922年（大正11年）九州帝國大學工学部土木工学科を卒業し、東洋アルミナムや、日本電力に勤務。1925年（大正14年）5月に北海道帝國大學工学部講師。1925年7月に同助教授。1942年（昭和17年）に論題「段落個所に於ける流体運動」で北海道帝国大学より工学博士号受く。1942年北海道帝國大學工学部教授（水理工学・河川工学講座を担当）。1946年（昭和21年）同工学部長。1949年（昭和24年）日本学術会議会員。1956年（昭和35年）北海道大学工学部長・同大学院工学研究科長。1960年（昭和35年）室蘭工業大学3代学長に就任。北海道大学大学院工学研究科嘱託教授。
1967年（昭和42年）に同学長在職中に逝去。北海道大学・室蘭工業大学名誉教授。
この他、1950年（昭和25年）に北海道建設審議会長などを歴任。

## 受賞歴
- 土木学会賞 1939年（昭和14年）[2]

## 著書
- 『模型實驗 : 石狩川生振捷路に就いて』（北海道廳札幌治水事務所、1934年）
- 『十勝總合開發に就いて』（十勝總合開發促進期成會、1953年）
- 『大坪喜久太郎博士論文集』（大坪喜久太郎博士記念論文集刊行会、1963年）

などがある。 

## 駐
1. ↑  『北海道人物・人材リスト 2004 あーお』日外アソシエーツ編集・発行、2003年、p382
2. 1 2  「大坪喜久太郎博士略歴」『大坪喜久太郎博士論文集』大坪喜久太郎博士記念論文集刊行会、1963年、巻末
3. ↑  博論データベース
4. ↑  以上につき「大坪喜久太郎博士略歴」『大坪喜久太郎博士論文集』大坪喜久太郎博士記念論文集刊行会、1963年、巻末